# Lamagistère
Lamagistère – miejscowość i gmina we Francji, w regionie Oksytania, w departamencie Tarn i Garonna.
Według danych na rok 1990 gminę zamieszkiwało 1248 osób, a gęstość zaludnienia wynosiła 137 osób/km² (wśród 3020 gmin regionu Midi-Pireneje Lamagistère plasuje się na 279. miejscu pod względem liczby ludności, natomiast pod względem powierzchni na miejscu 1157.).